# Unión Deportiva Almería 2013-2014
Questa voce raccoglie le informazioni relative all'Unión Deportiva Almería nelle competizioni ufficiali della stagione 2013-2014.

## Stagione
La squadra andalusa riesce a conquistare la promozione e a tornare in Primera División ufficialmente il 22 giugno 2013, dopo due stagioni trascorse nella seconda divisione spagnola, e riesce nell'impresa estromettendo il Girona con una rotonda vittoria casalinga per 3-0.
In occasione della partita di debutto al ritorno nella massima serie, l'Almería affronta un'altra squadra neopromossa, il Villarreal, e dopo essere passato due volte in vantaggio subisce due gol negli ultimi sette minuti, perdendo così 3-2 un incontro giocato anche meglio degli avversari. Anche nella seconda giornata i rojiblancos sono avanti, grazie anche al terzo gol in due partite di Rodri, ma vengono raggiunti nelle battute finali grazie a un rigore di Diego Castro.
Nella terza giornata, dopo essere stato in vantaggio due volte, l'Almería vede sfumare nuovamente la vittoria all'ultimo minuto regolamentare, rimanendo così ancora all'asciutto di vittorie nella Liga. Il successo continua a mancare anche dopo il quarto turno, quando viene disputato l'incontro al Vicente Calderón dell'Atlético Madrid: i padroni di casa si impongono per 4-2 in una partita decisamente complicata per gli andalusi. Segna anche in questa sconfitta Rodri, che raggiunge quota quattro reti in quattro partite e una media iniziale mirabolante.
In generale, la stagione può essere definita deludente: il ruolino di marcia in campionato viene macchiato da molte sconfitte e prestazioni sottotono, e l'ultimo piazzamento utile per non retrocedere nella serie cadetta viene raggiunto grazie a una serie di risultati utili consecutivi nel finale di stagione, assicurando così il 18º posto immediatamente sotto l'Elche, che si posiziona sopra gli andalusi grazie al vantaggio negli scontri diretti; nella coppa nazionale le cose non procedono meglio, con la squadra che esce precocemente per mano dei cantabrici del Racing Santander.

## Maglie e sponsor
Queste le maglie usate dall'Almería nella stagione 2013-2014.
|  | Casa | Trasferta | Terza maglia |

## Organigramma societario
Dati ricavati dal sito ufficiale dell'Almería.
Area direttiva
- Presidente: Alfonso García Gabarrón
- Vicepresidente esecutivo: Ricardo Martínez López
- Vicepresidente economico: José Juan Bonillo Medina
- Vicepresidente istituzionale: Manuel García García
- Amministratore delegato: José Juan Bonillo Medina
- Amministratori: Luis Guillén Pérez, Onofre Díaz Hernández, Jesús Verdejo Vivas, Ramón Navarro García e Juan Carrillo Martínez

Area organizzativa
- Segretario generale: Mariano Blanco Lao
- Direttore dell'amministrazione: Rosa Mar Barea Puertas
- Direttore dell'amministrazione sportiva: Pedro Moreno Gómez

Area comunicazione
- Direttore comunicazione e ufficio stampa: Juanjo Moreno Millán

Area marketing
- Direttore marketing, commercio e pubblicità: Juan Carrillo Martínez
- Addetto agli abbonamenti e alla biglietteria: Jorge León Ayala

Area tecnica
- Direttore sportivo: Alberto Benito Castañeda
- Allenatore: Francisco Javier Rodríguez Vílchez
- Allenatori in seconda: Pepe Morales e Ibán Andrés Carmona[12]
- Preparatore dei portieri: Ángel Francisco Ferez Crespo[12]

Area sanitaria
- Responsabile settore medico: Pedro Luis Ripoll
- Terapista della riabilitazione: José Antonio Molina[12]

## Rosa
Rosa aggiornata al 3 settembre 2013.
| N. |                       | Ruolo | Calciatore         |
| -- | --------------------- | ----- | ------------------ |
| 1  | Spagna (bandiera)     | P     | Esteban Suárez     |
| 2  | Argentina (bandiera)  | D     | Marco Torsiglieri  |
| 3  | Uruguay (bandiera)    | D     | Marcelo Silva      |
| 4  | Argentina (bandiera)  | D     | Hernán Pellerano   |
| 5  | Spagna (bandiera)     | D     | Ángel Trujillo     |
| 6  | Spagna (bandiera)     | C     | Marcos Tébar       |
| 7  | Spagna (bandiera)     | C     | José Antonio Verza |
| 8  | Spagna (bandiera)     | C     | Aleix Vidal        |
| 9  | Spagna (bandiera)     | A     | Óscar Díaz         |
| 10 | Spagna (bandiera)     | A     | Rodri              |
| 11 | Portogallo (bandiera) | C     | Hélder Barbosa     |
| 11 | Spagna (bandiera)     | C     | Abel Molinero      |

| N. |                          | Ruolo | Calciatore          |
| -- | ------------------------ | ----- | ------------------- |
| 12 | Nigeria (bandiera)       | C     | Ramón Azeez         |
| 14 | Spagna (bandiera)        | D     | Raúl García Carnero |
| 15 | Spagna (bandiera)        | C     | Corona (capitano)   |
| 16 | Argentina (bandiera)     | C     | Sebastián Dubarbier |
| 17 | Spagna (bandiera)        | C     | Suso                |
| 18 | Spagna (bandiera)        | D     | Christian Fernández |
| 20 | Spagna (bandiera)        | D     | Rafita              |
| 21 | Spagna (bandiera)        | C     | Rubén Suárez        |
| 22 | Portogallo (bandiera)    | D     | Nélson              |
| 23 | Spagna (bandiera)        | C     | Fernando Soriano    |
| 25 | Argentina (bandiera)     | P     | Óscar Ustari        |
| 29 | Corea del Sud (bandiera) | C     | Young Gyu Kim       |
| 33 | Burkina Faso (bandiera)  | A     | Jonathan Zongo      |

## Calciomercato

### Sessione estiva(dall'1/7 al 2/9)
In questa sessione di mercato viene ceduto il capocannoniere della passata stagione di Segunda División Charles, che passa ai galiziani del Celta Vigo per un milione di euro.
| Acquisti | Acquisti            | Acquisti     | Acquisti       |
| R.       | Nome                | da           | Modalità       |
| -------- | ------------------- | ------------ | -------------- |
| C        | Hernán Bernardello  | Colón (SF)   | fine prestito  |
| C        | Sebastián Dubarbier | Córdoba      | definitivo (?) |
| C        | Óscar Díaz González | svincolato   |                |
| C        | Marcos Tébar        | svincolato   |                |
| A        | Rodri               | Barcellona B | prestito       |
| C        | Suso                | Liverpool    | prestito       |
| P        | Óscar Ustari        | svincolato   |                |
| D        | Nélson              | Palermo      | prestito       |
| D        | Marco Torsiglieri   | Metalist     | prestito       |
| C        | Hélder Barbosa      | Braga        | prestito       |

| Cessioni | Cessioni                 | Cessioni        | Cessioni             |
| R.       | Nome                     | a               | Modalità             |
| -------- | ------------------------ | --------------- | -------------------- |
| C        | Miguel Pallardó          | Levante         | fine prestito        |
| C        | Iago Falqué              | Tottenham       | fine prestito        |
| D        | Adrián Gunino            | Fénix           | fine prestito        |
| A        | Charles Dias de Oliveira | Celta Vigo      | definitivo (1 mln €) |
| P        | Diego García Bravo       |                 | svincolato           |
| C        | Hernán Bernardello       | Montréal Impact | definitivo (?)       |
| C        | Carlos Calvo             |                 | svincolato           |
| D        | Álvaro Mejía Pérez       |                 | svincolato           |
| A        | Rubén Suárez             |                 | svincolato           |
| C        | Abel Molinero            |                 | svincolato           |

## Risultati

### Primera División

#### Girone d'andata
| Arbitro: | Undiano Mallenco |

|                |           |                                                 |
| Rodri 39’, 74’ | Marcatori | 64’ (aut.) Dubarbier 83’ dos Santos 85’ Pereira |

| Arbitro: | Hernández Hernández |

|                             |           |                       |
| Lafita 31’ Diego 84’ (rig.) | Marcatori | 30’ Rodri 36’ Soriano |

| Arbitro: | Álvarez Izquierdo |

|                              |           |                               |
| Soriano 10’ Verza 44’ (rig.) | Marcatori | 32’ (rig.) Albácar 89’ Boakye |

| Arbitro: | González González |

|                                              |           |                     |
| Villa 15’ Diego Costa 36’ Tiago 63’ Koke 66’ | Marcatori | 40’ Rodri 89’ Vidal |

| Arbitro: | Velasco Carballo |

|                           |           |                             |
| Verza 44’ (rig.) Suso 50’ | Marcatori | 55’ (rig.) El Zhar 60’ Diop |

| Arbitro: | Clos Gómez |

|                          |           |  |
| Tissone 69’ Portillo 89’ | Marcatori |  |

| Arbitro: | Ayza Gámez |

|  |           |                       |
|  | Marcatori | 20’ Messi 56’ Adriano |

| Arbitro: | Iglesias Villanueva |

|                          |           |           |
| Gameiro 5’ Rakitić 90+2’ | Marcatori | 23’ Rodri |

| Arbitro: | Delgado Ferreiro |

|  |           |            |
|  | Marcatori | 78’ Gálvez |

| Arbitro: | Teixeira Vitienes I |

|                                 |           |  |
| Griezmann 12’, 49’ J. Ángel 55’ | Marcatori |  |

| Arbitro: | Prieto Iglesias |

|           |           |                           |
| Jonas 32’ | Marcatori | 61’ Torsiglieri 69’ Vidal |

| Arbitro: | Muñiz Fernández |

|           |           |  |
| Rodri 38’ | Marcatori |  |

| Arbitro: | Mateu Lahoz |

|  |           |           |
|  | Marcatori | 18’ Rodri |

| Arbitro: | Gil Manzano |

|  |           |                                                        |
|  | Marcatori | 3’ C. Ronaldo 61’ Benzema 72’ Bale 75’ Isco 81’ Morata |

| Arbitro: | Ayza Gámez |

|                                     |           |         |
| Orellana 26’ Oubiña 49’ Charles 59’ | Marcatori | 9’ Suso |

| Almeria 15 dicembre 2013, ore 12:00 CET 16ª giornata | Almería          | 0 – 0 referto | Espanyol | Estadio de los Juegos Mediterráneos (9 128 spett.)\| Arbitro: \| Del Cerro Grande \| |
| Arbitro:                                             | Del Cerro Grande |               |          |                                                                                      |

| Arbitro: | Martínez Munuera |

|  |           |          |
|  | Marcatori | 3’ Azeez |

| Arbitro: | Estrada Fernández |

|                                          |           |  |
| Dubarbier 13’ Verza 27’ (rig.) Vidal 79’ | Marcatori |  |

| Arbitro: | Gil Manzano |

|                                                                 |           |             |
| Rico 6’ Herrera 11’ Laporte 29’ Aduriz 52’ Ibai 68’, 87’ (rig.) | Marcatori | 34’ Barbosa |

#### Girone di ritorno
| Arbitro: | Muñiz Fernández |

|                   |           |  |
| Uche 3’ Bruno 88’ | Marcatori |  |

| Arbitro: | Prieto Iglesias |

|              |           |  |
| Jonathan 48’ | Marcatori |  |

| Arbitro: | Teixeira Vitienes II |

|              |           |  |
| Cristian 59’ | Marcatori |  |

| Arbitro: | Teixeira Vitienes I |

|                       |           |  |
| Verza 79’, 85’ (rig.) | Marcatori |  |

| Arbitro: | Velasco Carballo |

|            |           |  |
| Barral 61’ | Marcatori |  |

| Almería 22 febbraio 2014, ore 22:00 CET 25ª giornata | Almería         | 0 – 0 referto | Malaga | Estadio de los Juegos Mediterráneos (9 874 spett.)\| Arbitro: \| Muñiz Fernández \| |
| Arbitro:                                             | Muñiz Fernández |               |        |                                                                                     |

| Arbitro: | Del Cerro Grande |

|                                        |           |              |
| Alexis 9’ Messi 23’ Puyol 82’ Xavi 88’ | Marcatori | 26’ Trujillo |

| Arbitro: | Clos Gómez |

|           |           |                                   |
| Vidal 84’ | Marcatori | 30’ Bacca 51’ Carriço 76’ Gameiro |

| Arbitro: | Prieto Iglesias |

|                             |           |             |
| Bueno 37’ Larrivey 56’, 76’ | Marcatori | 71’ Soriano |

| Arbitro: | Ayza Gámez |

|                                                     |           |                                           |
| Ó. Díaz 29’ Verza 66’ (rig.), 70’ (rig.) Hicham 89’ | Marcatori | 21’ (rig.) Vela 58’ Agirretxe 85’ Bergara |

| Arbitro: | Teixeira Vitienes II |

|                        |           |                      |
| Ó. Díaz 52’ Corona 54’ | Marcatori | 1’ Keita 34’ Alcácer |

| Arbitro: | Teixeira Vitienes I |

|            |           |  |
| Manucho 6’ | Marcatori |  |

| Arbitro: | Mateu Lahoz |

|             |           |                       |
| Soriano 75’ | Marcatori | 19’ Riera 33’ Arribas |

| Arbitro: | Martínez Munuera |

|                                           |           |  |
| Di María 27’ Bale 52’ Isco 55’ Morata 84’ | Marcatori |  |

| Arbitro: | Muñiz Fernández |

|                       |           |                                          |
| Rodri 40’ Ó. Díaz 87’ | Marcatori | 19’, 71’ Nolito 51’ Charles 75’ Orellana |

| Arbitro: | Hernández Hernández |

|            |           |                       |
| Stuani 42’ | Marcatori | 69’ F. Vélez 71’ Suso |

| Arbitro: | Iglesias Villanueva |

|                                 |           |                              |
| Ó. Díaz 51’ Vidal 77’ Azeez 89’ | Marcatori | 58’ Braian 70’ Salva Sevilla |

| Arbitro: | Gil Manzano |

|  |           |                                   |
|  | Marcatori | 19’ (rig.) Verza 83’ (rig.) Vidal |

| Almería 18 maggio 2014, ore 18:00 CEST 38ª giornata | Almería           | 0 – 0 referto | Athletic Bilbao | Estadio de los Juegos Mediterráneos (12 000 spett.)\| Arbitro: \| Estrada Fernández \| |
| Arbitro:                                            | Estrada Fernández |               |                 |                                                                                        |

### Coppa del Re

#### Sedicesimi di finale
| Arbitro: | Álvarez Izquierdo |

|            |           |                            |
| Nauzet 73’ | Marcatori | 14’, 25’ Ó. Díaz 20’ Vidal |

| Almería 18 dicembre 2013, ore 19:30 CET Sedicesimi di finale - Ritorno | Almería          | 0 – 0 referto | Las Palmas | Estadio de los Juegos Mediterráneos (4 684 spett.)\| Arbitro: \| Delgado Ferreiro \| |
| Arbitro:                                                               | Delgado Ferreiro |               |            |                                                                                      |

#### Ottavi di finale
| Arbitro: | Iglesias Villanueva |

|            |           |            |
| Concha 64’ | Marcatori | 26’ Corona |

| Arbitro: | Hernández Hernández |

|  |           |                       |
|  | Marcatori | 62’ Mariano 78’ Durán |

## Statistiche
Tutte le statistiche sono aggiornate al 18 maggio 2014.

### Statistiche di squadra
| Competizione     | Punti | In casa | In casa | In casa | In casa | In casa | In casa | In trasferta | In trasferta | In trasferta | In trasferta | In trasferta | In trasferta | Totale | Totale | Totale | Totale | Totale | Totale | DR  |
| Competizione     | Punti | G       | V       | N       | P       | Gf      | Gs      | G            | V            | N            | P            | Gf           | Gs           | G      | V      | N      | P      | Gf     | Gs     | DR  |
| ---------------- | ----- | ------- | ------- | ------- | ------- | ------- | ------- | ------------ | ------------ | ------------ | ------------ | ------------ | ------------ | ------ | ------ | ------ | ------ | ------ | ------ | --- |
| Primera División | 40    | 19      | 6       | 6       | 7       | 26      | 31      | 19           | 5            | 1            | 13           | 17           | 40           | 38     | 11     | 7      | 20     | 43     | 71     | -28 |
| Coppa del Re     | -     | 2       | 0       | 1       | 1       | 0       | 2       | 2            | 1            | 1            | 0            | 4            | 2            | 4      | 1      | 2      | 1      | 4      | 4      | 0   |
| Totale           | 40    | 21      | 6       | 7       | 8       | 26      | 33      | 21           | 6            | 2            | 13           | 21           | 42           | 42     | 12     | 9      | 21     | 47     | 75     | -28 |

### Statistiche dei giocatori
In corsivo i giocatori che hanno lasciato la squadra a stagione già iniziata.
| Giocatore      | Primera División | Primera División | Primera División | Primera División | Coppa di Spagna | Coppa di Spagna | Coppa di Spagna | Coppa di Spagna | Totale   | Totale | Totale      | Totale     |
| Giocatore      | Presenze         | Reti             | Ammonizioni      | Espulsioni       | Presenze        | Reti            | Ammonizioni     | Espulsioni      | Presenze | Reti   | Ammonizioni | Espulsioni |
| -------------- | ---------------- | ---------------- | ---------------- | ---------------- | --------------- | --------------- | --------------- | --------------- | -------- | ------ | ----------- | ---------- |
| R. Azeez       | 30               | 2                | 5                | 0                | 2               | 0               | 0               | 0               | 32       | 2      | 5           | 0          |
| H. Barbosa     | 28               | 1                | 2                | 0                | 3               | 0               | 0               | 0               | 31       | 1      | 2           | 0          |
| Corona         | 23               | 1                | 4                | 0                | 3               | 1               | 0               | 0               | 26       | 2      | 4           | 0          |
| Ó. Díaz        | 30               | 4                | 4                | 0                | 4               | 1               | 1               | 0               | 34       | 5      | 5           | 0          |
| S. Dubarbier   | 27               | 1                | 11               | 1                | 1               | 0               | 0               | 0               | 28       | 1      | 11          | 1          |
| C. Fernández   | 1                | 0                | 0                | 0                | 0               | 0               | 0               | 0               | 1        | 0      | 0           | 0          |
| R. García      | 5                | 0                | 0                | 0                | 4               | 0               | 1               | 0               | 9        | 0      | 1           | 0          |
| Y. Kim         | 2                | 0                | 0                | 0                | 2               | 0               | 0               | 0               | 4        | 0      | 0           | 0          |
| A. Molinero    | 0                | 0                | 0                | 0                | 0               | 0               | 0               | 0               | 0        | 0      | 0           | 0          |
| Nélson         | 14               | 0                | 2                | 0                | 1               | 0               | 0               | 0               | 15       | 0      | 2           | 0          |
| H. Pellerano   | 13               | 0                | 6                | 0                | 1               | 0               | 0               | 0               | 14       | 0      | 6           | 0          |
| Rafita         | 26               | 0                | 4                | 1                | 2               | 0               | 1               | 0               | 28       | 0      | 5           | 1          |
| Rodri          | 27               | 8                | 8                | 0                | 0               | 0               | 0               | 0               | 27       | 8      | 8           | 0          |
| M. Silva       | 2                | 0                | 0                | 0                | 4               | 0               | 1               | 0               | 6        | 0      | 1           | 0          |
| F. Soriano     | 35               | 4                | 7                | 0                | 0               | 0               | 0               | 0               | 35       | 4      | 7           | 0          |
| E. Suárez      | 38               | -71              | 2                | 0                | 0               | 0               | 0               | 0               | 38       | -71    | 2           | 0          |
| R. Suárez      | 1                | 0                | 0                | 0                | 0               | 0               | 0               | 0               | 1        | 0      | 0           | 0          |
| Suso           | 33               | 3                | 9                | 1                | 2               | 0               | 0               | 0               | 35       | 3      | 9           | 1          |
| M. Tébar       | 25               | 0                | 5                | 0                | 4               | 0               | 0               | 0               | 29       | 0      | 5           | 0          |
| M. Torsiglieri | 27               | 1                | 5                | 1                | 1               | 0               | 0               | 0               | 28       | 1      | 5           | 1          |
| Á. Trujillo    | 36               | 1                | 6                | 0                | 3               | 0               | 0               | 0               | 39       | 1      | 6           | 0          |
| Ó. Ustari      | 0                | -0               | 0                | 0                | 4               | -4              | 0               | 0               | 4        | -4     | 0           | 0          |
| Verza          | 34               | 8                | 11               | 0                | 0               | 0               | 0               | 0               | 34       | 8      | 11          | 0          |
| A. Vidal       | 38               | 6                | 3                | 0                | 4               | 1               | 0               | 0               | 42       | 7      | 3           | 0          |

## Giovanili

### Organigramma societario
Area direttiva
- Responsabile settore giovanile: Alfonso García Piñero[11]

### Piazzamenti
- Almería B:
  - Segunda División B 2013-2014:
- Juvenil A:
  - Campionato:
- Juvenil B:
  - Campionato:
- Cadete A:
  - Campionato: